# Letter to Yu
Letter to Yu is het solodebuutalbum van de Belgische artiest Bolis Pupul en werd op 8 maart 2024 uitgebracht door DEEWEE, het platenlabel van Soulwax. Bolis Pupul produceerde het album met samen met Stephen en David Dewaele van Soulwax en nam alles op in hun studio in Gent .
Het album is een mix van elektronische dansmuziek, Oost-Aziatische muziek, synthpop, en bevat ook veldopnames uit Hongkong. Het werd positief ontvangen door critici.

## Achtergrond
Het album kwam tot stand na verschillende reizen die Bolis maakte naar Hongkong, de geboortestad van zijn Chinese moeder Yu Wei Wun die in 2008 overleed bij een auto-ongeluk.
Pupul maakte in 2018 een reis naar Hongkong en schreef een brief aan zijn moeder nadat hij de straat bezocht waar ze werd geboren. Deze brief werd het middelpunt van zijn album. Na zijn terugkeer las hij een deel van deze brief voor aan de gebroeders Dewaele, terwijl hij hun ook demo's liet horen.  
Nadat ze enthousiast hadden gereageerd kreeg Bolis genoeg zelfvertrouwen om de hele brief te gebruiken als inspiratie voor zijn debuutalbum. 

## Opname en release
Het album Letter To Yu werd opgenomen in de DEEWEE studio in Gent. Samen met David en Stephen Dewaele producete Bolis het geheel. 
Het album werd aangekondigd op 29 november 2023, met een releasedatum op 8 maart 2024.  Met de aankondiging kwam de eerste single, "Completely Half", en een videoclip dat werd opgenomen in Hongkong door regisseur Bieke Depoorter . De hoes van het album is tevens een foto die gemaakt werd tijdens het opnemen van de videoclip.  
De tweede single van het album, "Spicy Crab", werd uitgebracht op 19 januari 2024  en de derde single, "Ma Tau Wai Road", een samenwerking met zijn zus Sarah Pupul, werd uitgebracht op 16 februari 2024.   Laatsgenoemde single is vernoemd naar de straat in Hongkong waar hun moeder werd geboren. 

## Tracklijst
Alle muziek en teksten zijn geschreven door Boris Zeebroek. 
| 1.                 | Letter to Yu                            | 3:01 |
| 2.                 | Completely Half                         | 4:20 |
| 3.                 | Goodnight Mr Yi                         | 3:17 |
| 4.                 | Frogs                                   | 4:34 |
| 5.                 | Doctor Says                             | 4:02 |
| 6.                 | Spicy Crab                              | 4:46 |
| 7.                 | Ma Tau Wei Road (featuring Salah Pupul) | 3:59 |
| 8.                 | Causeway Bae                            | 3:55 |
| 9.                 | Cantonese                               | 4:52 |
| 10.                | Kowloon                                 | 5:24 |
| 11.                | Cosmic Rendez-Vous                      | 3:46 |
| Totale duur: 45:56 |                                         |      |

## Internationale recensies
| Gemiddelde score | Gemiddelde score |
| Publicatie       | Score            |
| ---------------- | ---------------- |
| Metacritic       | 82/100           |
| Recensies        |                  |
| Publicatie       | Score            |
| AllMusic         | 4/5 sterren      |
| The Arts Desk    | [ 9 ]            |
| The Guardian     | [ 10 ]           |
| Loud and Quiet   | 7/10             |
| MusicOMH         | [ 12 ]           |
| Pitchfork        | 8/10             |
| PopMatters       | 8/10             |